# Промышленная пасека
Промышленная пасека — это пчеловодческое хозяйство на 500 или более семей. Одной семьёй считается улей, который уже пережил зимовку и имеет четкое иерархическое распределение — матка, рабочие пчёлы и трутни.
Задумка промышленных пасек направлена на получение максимального дохода с наименьшими ресурсными затратами, поэтому в их обиход включают всё — от продажи мёда и аренды пчелиных семей для других промышленных пасек до получения максимального количества других продуктов пчеловодства: маточного молочка, пчелиного воска, вощины, пыльцы, перги, пчелиного яда, забруса, прополиса и даже трутневого гомогената.
Большие обороты и прибыль приумножается за счёт автоматизации максимального количества процессов, где один рабочий может обслуживать тысячу ульев без потери качества.

## Преимущества промышленной пасеки
1. Экономия средств. Чтобы устроить производство из одной семьи пчёл требуется такое же количество оборудования, как и для нескольких.
2. Доход. Поскольку количество оборудования и усилий для промышленной и любительской пасеки одинаковые, а количество мёда и других продуктов пчеловодства
3. Чем больше оборот пасеки, тем выше доход с неё и тем скорее она окупится.

## Отличия промышленной пасеки от любительской
1. Подход к организации хозяйства и ценности. На домашней пасеке, которая насчитывает до 10 ульев внимание уделяется каждой пчелиной семье и каждому улью. Пасечнику важен скорее процесс, чем результат. На промышленной же акцент делается на увеличении количества прибыли без потери качества продукта, поэтому главная цель производства — нарастить объём.
2. Количество ульев. Любительская пасека может содержать до десяти пчелосемей, в то время как на промышленных предприятиях насчитывают не менее пяти сотен.
3. Человеческий труд и автоматизация. Главное отличие, кроме количественного, это автоматизация процессов. Промышленные пасеки передают максимальное количество процессов технике, увеличивая тем самым производство и уменьшая количество потраченного человеческого ресурса. В это же время домашняя пасека предусматривает все процессы в формате ручного труда, используя маленькие медогонки и получая небольшое количество продуктов пчеловодства.
4. Оптимизация рабочего процесса. Любительские пасеки обычно обслуживаются одной семьёй из одного-двух человек на небольшое количество ульев. Промышленная пасека с современным оборудованием способна обеспечить уход за тысячей пчелосемей всего одним квалифицированным сотрудником.
5. Единые стандарты. Промышленная пасека производит мёд и другие продукты пчеловодства по фиксированным стандартам государства, в котором находится, а зачастую и международных, например, HAACP, чтобы иметь возможность реализовывать свою продукцию. Соответственно, мёд с промышленных пасек более безопасен, чем с домашних.